# Кенамуке (мочвара)
Кенамуке (енгл. Kenamuke Swamp) је мочварни предео у југоисточном Јужном Судану у вилајетима Источна Екваторија и Џонглеј. Захвата приближну површину од око 6.000 до 7.000 км² у зависности од годишњег доба и падавина. Мочвара Кенамуке има две притоке, реке Канген и Курун и једну отоку Канген, која се улива у Пибор са леве стране. Мочвара Кенамуке својим источним делом залази у национални парк Бома.